# Waterea
Waterea is een spinnengeslacht uit de familie Desidae. De enige soort komt voor in Nieuw-Zeeland.

## Soort
- Waterea cornigera Forster & Wilton, 1973